# Индустри (Тексас)
Индустри (енгл. Industry) град је у америчкој савезној држави Тексас. По попису становништва из 2010. у њему је живело 304 становника.

## Демографија
Према попису становништва из 2010. у граду је живело 304 становника, што је 0 (0,0%) становника више него 2000. године.
| Група             | 2000.       | 2010.       |
| Белци             | 201 (66,1%) | 170 (55,9%) |
| Афроамериканци    | 60 (19,7%)  | 63 (20,7%)  |
| Азијати           | 0 (0,0%)    | 0 (0,0%)    |
| Хиспаноамериканци | 32 (10,5%)  | 61 (20,1%)  |
| Укупно            | 304         | 304         |